# Jakub Matějův ze Soběslavi
Jakub Matějův ze Soběslavi (auch Jacobus de Sobieslavia, Jakub ze Soběslavi) († 1415) war ein tschechischer Gelehrter.
1389 legte er die Prüfung des Bachelor an der Prager Universität ab, 1392 die Prüfung des Meister der Freien Künste. 1410 und 1411 wählte man Matějův zum Rektor der Karls-Universität und 1413 zum Dekan an der Fakultät der Freien Künste.

## Werke
- Utrum omnis racionativus rector, supremi rectoris subditus legibus, debeat subditos precellere sapiencia et virtute.

## Bibliografie
- Bohumil Ryba (Hrsg.): Magistri Iohannis Hus quodlibet. Disputationis de quodlibet Pragae in facultate artium mense ianuario anni 1411 habitae enchiridion. Orbis, Prag 1948.
- Josef Tříška: Literární činnost předhusitské university. Universita Karlova, Prag 1967.
- Josef Tříška: Životopisný slovník předhusitské pražské univerzity. 1348 - 1409 = Repertorium biographicum Universitatis Pragensis praehussiticae. Universita Karlova, Prag 1981, (Knižnice Archivu University Karlovy 12, ZDB-ID 750900-5).

| Personendaten    | Personendaten                                                   |
| ---------------- | --------------------------------------------------------------- |
| NAME             | Matějův ze Soběslavi, Jakub                                     |
| ALTERNATIVNAMEN  | Jacobus de Sobieslavia; Jakub ze Soběslavi; Jakub aus Sobieslav |
| KURZBESCHREIBUNG | tschechischer Gelehrter                                         |
| GEBURTSDATUM     | 14. Jahrhundert                                                 |
| STERBEDATUM      | 1415                                                            |